# Unione Italiana del Lavoro (1950)

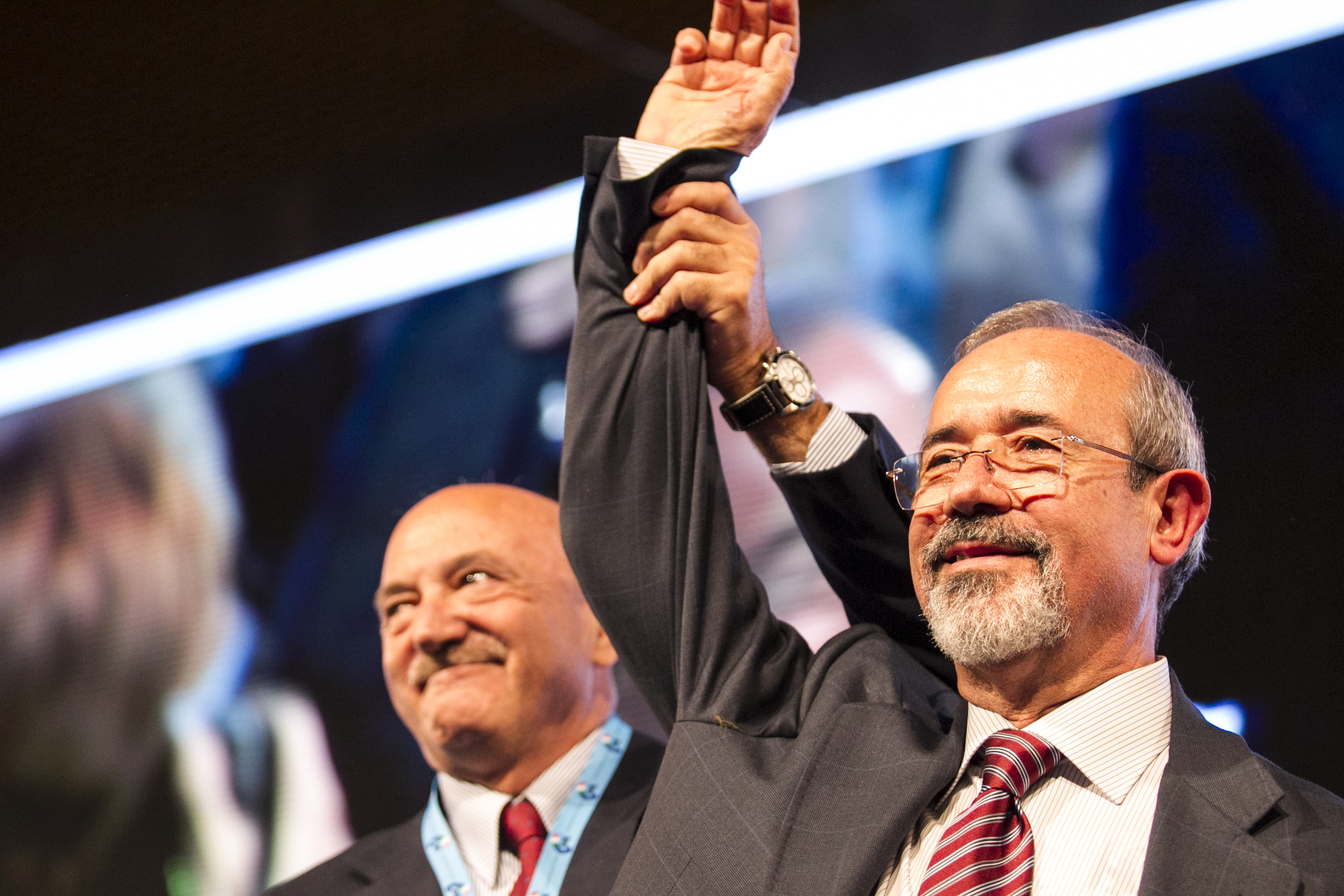
Gli ex segretari Carmelo Barbagallo (a destra) e Luigi Angeletti (a sinistra).

L'Unione Italiana del Lavoro (UIL) è una confederazione sindacale italiana.
Da non confondere con il sindacato omonimo che esistette dal 1918 al 1925, con il quale non vi è alcun legame di continuità se non nel nome, rappresenta lo storico sindacato dell'area socialdemocratica (PSDI e PSI) e repubblicana (PRI).

## Storia
La nascita della UIL è avvenuta per tappe, ed è frutto sia delle scissioni generate dalla CGIL unitaria, sia dei rimescolamenti politici in seno ai partiti politici italiani nel primo dopoguerra repubblicano, in particolare nell'area socialista.

### Prodromi, la CGIL unitaria
Il 3 giugno 1944, con l'Italia ancora in guerra, Giuseppe Di Vittorio per il Partito Comunista Italiano, Achille Grandi per la Democrazia Cristiana ed Emilio Canevari (in sostituzione di Bruno Buozzi ucciso dai nazisti) per il Partito Socialista Italiano firmano il patto di Roma. In seguito a tale patto si
costituì la CGIL unitaria. Essa si prefiggeva di dare rilievo all'unità di tutti i lavoratori italiani indipendentemente dalle opinioni politiche e dalle credenze religiose e fu il frutto della politica di cooperazione tra i partiti antifascisti del CLN. Le tre correnti, comunista, socialista e cattolica convivevano sotto lo stesso tetto in nome dell'unione di tutti i lavoratori e della lotta antifascista.

### Origini, le scissioni dalla CGIL
Il 18 aprile 1948, Unità Socialista, la lista che aggregava i socialdemocratici e i socialisti riformisti, ottenne il 7,07% alla Camera dei deputati e il 3,62% al Senato in unione col Partito Repubblicano Italiano, entrando con due ministri nel V governo De Gasperi. Invece il PCI e il PSI andarono per la prima volta, nella storia repubblicana, all'opposizione. Contemporaneamente la CGIL stava rafforzando i suoi rapporti con il PCI, giungendo a proclamare uno sciopero generale contro il governo De Gasperi in seguito al ferimento del 14 luglio 1948 del segretario del PCI Palmiro Togliatti. Per questo motivo, il 15 settembre 1948 un gruppo di sindacalisti d'ispirazione sia cattolica, affiancati dalle ACLI, sia repubblicana sia socialdemocratica, si staccarono dalla CGIL e fondarono la CISL, chiamata in un primo momento Libera CGIL (LCGIL). In CGIL rimasero la corrente comunista, la maggior parte di quella socialista e l'area laica-riformista. Quest'ultima, costituita da repubblicani, socialdemocratici e chi si riconosceva nei socialisti autonomisti di Giuseppe Romita, però non rimase a lungo nella CGIL.
Gli scioperi politici della CGIL contro l'adesione dell'Italia al blocco occidentale, e gli eventi di Molinella del 17 maggio 1949 spinsero l'area laica repubblicana e socialdemocratica a dar vita alla FIL.

### Nascita della FIL
Il 4 giugno 1949, nell'aula magna del liceo Visconti di Roma, repubblicani e socialdemocratici fondarono la  Federazione Italiana dei Lavoratori (FIL). Nell'estate del 1949 uscirono dalla CGIL anche i socialisti autonomisti guidati da Italo Viglianesi, così come uscirono dal PSI guidati da Romita fondando nel dicembre 1949 il Partito Socialista Unitario (PSU). Nella FIL si aprì quindi uno scontro tra i vertici della FIL (favorevoli ad una fusione con i cattolici della LCGIL) e i quadri medi e la base (favorevoli ad unirsi ai socialisti autonomisti).
Le posizioni erano chiare. Il PRI già alla fine del 1949 aveva invitato i membri repubblicani della FIL a respingere ogni proposta di fusione con altri sindacati. Nello stesso periodo il neonato PSU aveva approvato una mozione rivolta a promuovere la costituzione di una organizzazione sindacale indipendente ed Italo Viglianesi, socialista autonomista, aveva promosso la creazione dei GASU (Gruppi d'azione sindacale unitaria). In pratica solo i vertici della FIL andarono a rinforzare le file della LCGIL (che dal 30 aprile 1950 assunse il nome di CISL), mentre i quadri intermedi e la base si mossero per dar vita ad un nuovo sindacato laico ed indipendente dalla politica. Il 5 febbraio 1950, con la fine del congresso, la FIL cessò di esistere.

### Nascita della UIL
Il 5 marzo 1950 alla Casa dell'Aviatore a Roma 253 delegati parteciparono al convegno costitutivo dell'Unione Italiana del Lavoro (UIL), a forte carattere socialdemocratico e riformista. La proposta del nome fu avanzata da Arturo Chiari del PSU e si rifaceva alla UIL prefascista. In realtà la UIL dell'Italia repubblicana deve l'omonimia per la volontà di Arturo Chiari e di altri sindacalisti provenienti dalla precedente UIL di adottarne il medesimo nome pur riconoscendone la palese diversità.
Tra i protagonisti di quel giorno possiamo annoverare Italo Viglianesi, Enzo Dalla Chiesa e Renato Bulleri del PSU, Raffaele Vanni e Amedeo Sommovigo del PRI, sindacalisti del PSLI, numerosi indipendenti e personaggi autorevoli come il partigiano ed ex Presidente del Consiglio Ferruccio Parri. Presidente dell'assemblea fu il senatore Luigi Carmagnola.
Nella dichiarazione programmatica approvata vennero indicati i “cinque pilastri” fondanti della UIL:
- indipendenza dai partiti, dai governi e dalle confessioni religiose.
- valorizzazione dell'autonomia delle federazioni di categoria.
- adozione del metodo democratico con partecipazione attiva dei lavoratori.
- unità d'azione con le altre due organizzazioni confederali CGIL e CISL.
- intervento su tutti i problemi di politica sociale ed economica ogni volta che siano in gioco le sorti della classe lavoratrice.

A seguito di una mozione dei delegati meridionali, anche l'impegno per il Mezzogiorno venne incluso nella dichiarazione.

La prima pagina del numero del 10 marzo 1950 del Lavoro Italiano con in evidenza il titolo a otto colonne sulla fondazione della UIL

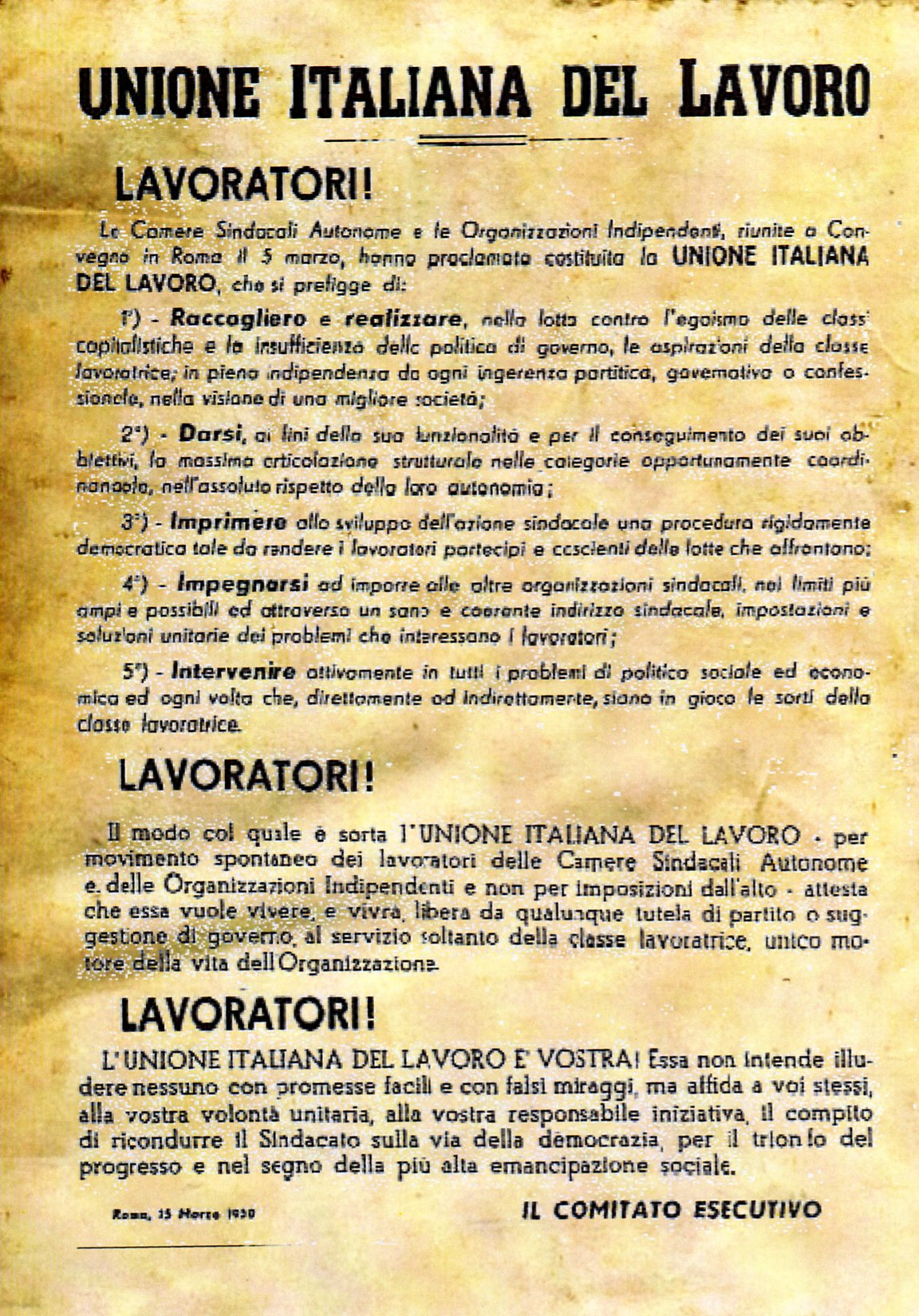
L'atto costitutivo della UIL del 5 marzo 1950 inclusivo dei cinque punti programmatici alla base del convegno costitutivo di Roma.

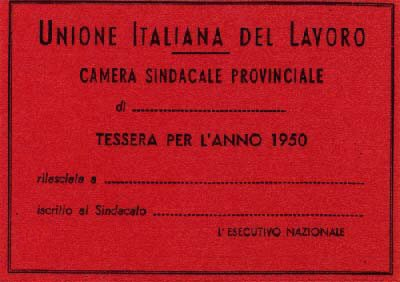
La prima tessera d'iscrizione alla UIL (1950)

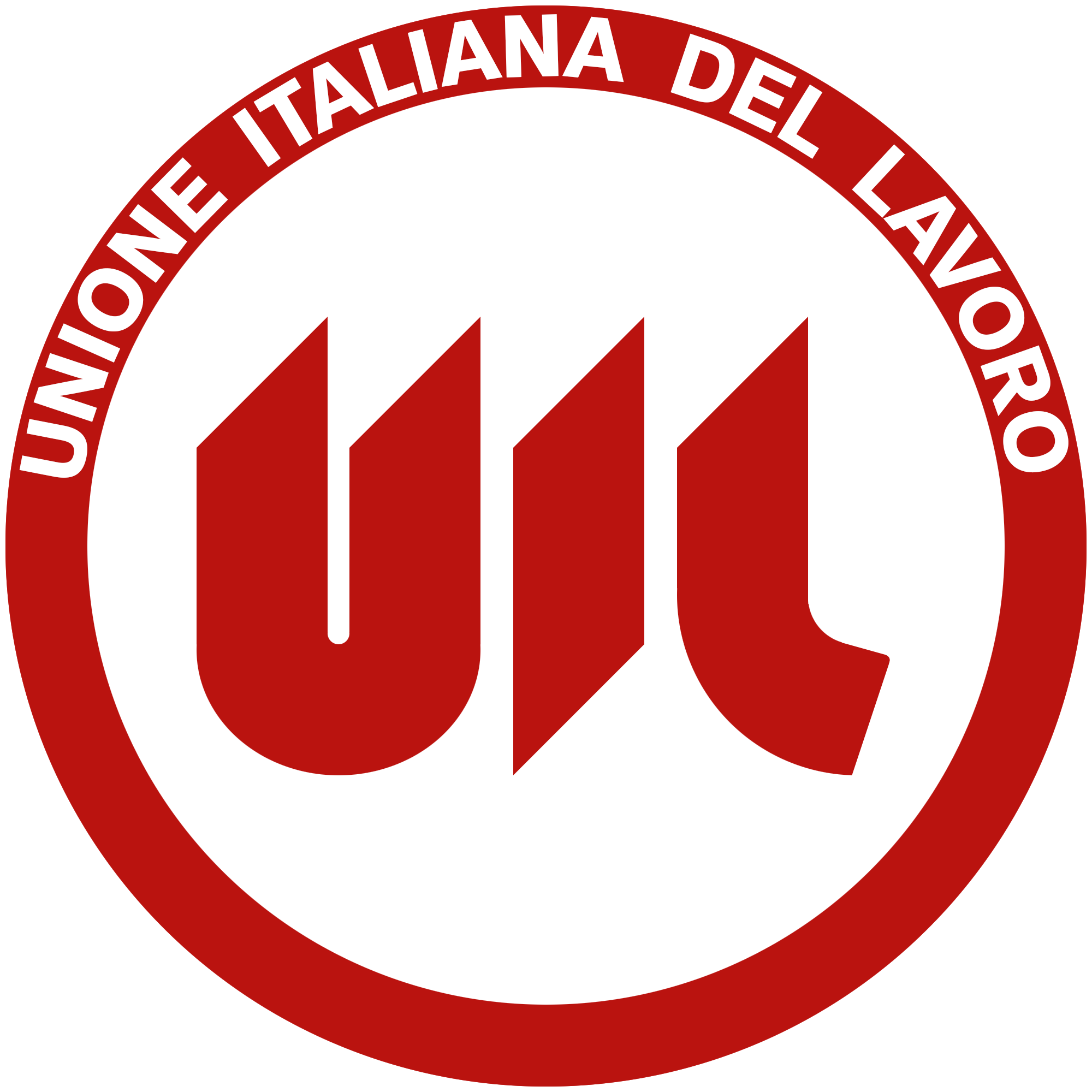
Il vecchio simbolo della UIL utilizzato dalla metà degli anni ottanta fino ai primi anni novanta del secolo scorso.

Da notare che i primi tempi furono particolarmente difficili, poiché l'atto di ribellione alla politica americana di fusione nella LCIGL costò a lungo alla UIL scarsi appoggi politici e scarsissimi mezzi.
Nonostante le difficoltà dei primi anni la UIL si affermò tra i lavoratori italiani, sia dei comparti privati che di quelli pubblici, superando i 400.000 iscritti già alla fine del 1950.
A partire dal 1º gennaio 1952 la UIL entrò a far parte dell'Internazionale sindacale ICFTU confluita nel 2006 nella CSI. Dal 1973 la UIL è membro della Confederazione europea dei sindacati (CES).
Il 6 dicembre 1953, si celebrò il primo vero congresso della UIL, il secondo nella numerazione ufficiale visto che si tiene conto del convegno costitutivo di Roma del 1950.

### "Unità sindacale"
Alla fine degli anni sessanta, seguendo l'impegno di agire in modo unitario e quanto più possibile autonomo dai partiti politici, la CGIL, la CISL e la UIL riuscirono faticosamente a riconquistare la tanto desiderata "unità sindacale" persa nel primo dopoguerra e si confederarono nella Federazione CGIL, CISL, UIL.
L'unità dei sindacati però non resse negli anni ottanta e la prima occasione che rese evidente il riallontanamento fu il "decreto legge di San Valentino", emanato dal governo di Bettino Craxi, che modificava la scala mobile. Il PCI a quel punto si fece promotore di un referendum popolare per abrogare la legge. Già "in privato" i tre sindacati avevano mostrato diversità di vedute nei confronti del decreto sulla scala mobile ed esse, di lì a poco, divennero di dominio pubblico. Da una parte le forze governative guidate da Craxi (DC, PSI, PSDI, PRI, PLI) lanciarono una massiccia offensiva a difesa della riforma, il PCI guidato da Enrico Berlinguer chiamò a raccolta tutte le forze contrarie alla riforma. In questo modo, CISL e UIL, guidate rispettivamente da Pierre Carniti e Giorgio Benvenuto, ebbero una posizione distinta rispetto alla CGIL, quasi tutto sul fronte opposto al decreto (al suo interno si distingueva però la corrente socialista guidata da Ottaviano Del Turco).
In seguito allo sfaldamento dei partiti tradizionali, la UIL perse il solido riferimento politico che aveva nel PSDI, nel PRI e nelle componenti moderate del PSI, e cercò di acquisire una sostanziale autonomia dalla politica.
Nel 2011, secondo i dati del tesseramento, risultavano iscritti alla UIL 1 328 583 lavoratori attivi, 575 266 pensionati e 292 593 affiliati, per un totale di 2 196 442 iscritti.

## Congressi nazionali
La numerazione dei congressi parte direttamente dal II Congresso nazionale del 1953, in quanto viene considerato come primo congresso il convegno costitutivo della UIL a Roma il 5 marzo 1950.
- II Congresso nazionale - Roma, 6-8 dicembre 1953. Slogan: "Pace, Libertà, Lavoro".
- III Congresso nazionale - Firenze, 9-12 febbraio 1958. Slogan: "Nuovi strumenti di lotta, più ampie prospettive per la classe operaia".
- IV Congresso nazionale - Montecatini, 29 febbraio - 4 marzo 1964. Slogan: "La programmazione rafforza l'azione sindacale e ne garantisce l'efficacia democratica".
- V Congresso nazionale - Chianciano, 27-31 ottobre 1969. Slogan: "Un sindacato forte per una società giusta".
- VI Congresso nazionale - Rimini, 21-25 marzo 1973. Slogan: "L'unità della UIL per l'unità di tutti i lavoratori".
- VII Congresso nazionale - Bologna, 29 giugno-3 luglio 1977. Slogan: "Partecipare per cambiare".
- VIII Congresso nazionale - Roma, 10-14 giugno 1981. Slogan: "Dall'antagonismo al protagonismo".
- IX Congresso nazionale - Firenze, 26-30 novembre 1985. Slogan: "Volgersi al nuovo".
- X Congresso nazionale - Venezia, 23-28 ottobre 1989. Slogan: "Far funzionare l'Italia".
- XI Congresso nazionale - Roma, 3-8 maggio 1993. Slogan: "I diritti del lavoro, il lavoro per lo sviluppo".
- XII Congresso nazionale - Bologna, 4-8 febbraio 1998. Slogan: "... più sindacato".
- XIII Congresso nazionale - Torino, 3-6 marzo 2002. Slogan: "Più valore al lavoro".
- XIV Congresso nazionale - Roma, 25-28 giugno 2006. Slogan: "Il lavoro vera ricchezza del paese".
- XV Congresso nazionale - Roma, 2-4 marzo 2010. Slogan: "Il domani riformista".
- XVI Congresso nazionale - Roma, 19-21 novembre 2014. Slogan: "Voglia di riscatto".
- XVII Congresso nazionale - Roma, 21-23 giugno 2018. Slogan "Equilibrio nella direzione giusta".

## Segretari generali
| Segretario/i | Segretario/i | Segretario/i                 | Mandato           | Mandato           |
| Segretario/i | Segretario/i | Segretario/i                 | Inizio            | Fine              |
| ------------ | ------------ | ---------------------------- | ----------------- | ----------------- |
|              |              | Italo Viglianesi (1916-1995) | 8 dicembre 1953   | 27 ottobre 1969   |
|              |              | Lino Ravecca (1920-1999)     | 27 ottobre 1969   | 27 ottobre 1971   |
|              |              | Ruggero Ravenna (1925-2022)  | 27 ottobre 1969   | 27 ottobre 1971   |
|              |              | Raffaele Vanni (1928-2019)   | 27 ottobre 1969   | 27 ottobre 1971   |
|              |              | Raffaele Vanni (1928-2019)   | 27 ottobre 1971   | 30 settembre 1976 |
|              |              | Giorgio Benvenuto (1937)     | 30 settembre 1976 | 14 aprile 1992    |
|              |              | Pietro Larizza (1935-2021)   | 14 aprile 1992    | 13 giugno 2000    |
|              |              | Luigi Angeletti (1949)       | 13 giugno 2000    | 21 novembre 2014  |
|              |              | Carmelo Barbagallo (1947)    | 21 novembre 2014  | 4 luglio 2020     |
|              |              | Pierpaolo Bombardieri (1963) | 4 luglio 2020     | in carica         |

## Iscritti
- 2015: 2 230 396[6]
- 2016: 2 216 443[6]
- 2017: 2 256 074[6]
- 2018: 2 273 321[6]
- 2019: 2 281 355[1]
- 2020: 2 287 356[1]
- 2021: 2 309 970[1]
- 2022: 2 317 723[1]

## Federazioni di Categoria
Dopo la fusione tra UILCEM e UILTA nella nuova UILTEC, avvenuta il 25 gennaio 2013, le federazioni confederate alla UIL sono in tutto 16 e coprono tutti i settori merceologici e dei servizi del mondo del lavoro, incluso i dipendenti e i pensionati. Esse sono:
| Logo | Nome                                                                              | Abbreviazione | Fondazione |
| ---- | --------------------------------------------------------------------------------- | ------------- | ---------- |
|      | UIL Metalmeccanici                                                                | UILM          | 1950       |
|      | UIL Pensionati                                                                    | UILP          | 1950       |
|      | UILSCUOLA                                                                         | UILSCUOLA     | 1950       |
|      | UIL del turismo commercio e servizi                                               | UILTuCS       | 1950       |
|      | Federazione nazionale lavoratori edili affini e del legno                         | FeNEAL        | 1951       |
|      | UIL Poste                                                                         | UILPOSTE      | 1951       |
|      | Federazione Italiana Lavoratori Organi Costituzionali                             | UIL OO. CC.   | 1978       |
|      | UIL dei Trasporti e dei servizi                                                   | UILTRASPORTI  | 1983       |
|      | Unione Italiana dei Lavori Agroalimentari                                         | UILA          | 1994       |
|      | UIL Credito Esattorie e Assicurazioni                                             | UILCA         | 1998       |
|      | UIL del Tessile, Energia e Chimica                                                | UILTEC        | 2013       |
|      | UIL della Comunicazione                                                           | UILCOM        | 2002       |
|      | UIL Federazione poteri locali                                                     | UILFPL        | 2000       |
|      | UIL Pubblica Amministrazione                                                      | UILPA         | 1998       |
|      | UIL ricerca università alta formazione artistica e musicale                       | UILRUA        | -          |
|      | Federazione Lavoratori somministrati, temporanei, autonomi, atipici e partite IVA | UILTemp       | 1998       |

## Associazioni collegate
Nel corso degli anni la UIL ha dato vita ad associazioni, società o cooperative che si occupano di particolari settori:
- Associazione per i diritti degli anziani (ADA)
- Associazione per la difesa e l'orientamento dei consumatori (ADOC)
- Associazione nazionale cooperazione sociale (ANCS)
- Centro assistenza fiscale UIL (CAF UIL)
- Ente nazionale formazione e addestramento professionale (ENFAP)
- Federazione Italiana Tempo Libero (FITEL)
- Istituto di tutela e assistenza dei lavoratori (ITAL)
- Istituto studi sindacali (ISS)
- Assicurazioni e piani di assistenza sanitari (LABORFIN)
- Istituto per la cooperazione e lo sviluppo  (Progetto Sud)
- Unione italiani nel mondo  (UIM)
- Unione nazionale inquilini ambiente e territorio  (UNIAT)